# El Pimiento
El Pimiento är en ort i Mexiko.   Den ligger i kommunen Atzalan och delstaten Veracruz, i den sydöstra delen av landet, 220 km öster om huvudstaden Mexico City. El Pimiento ligger 728 meter över havet och antalet invånare är 249.
Terrängen runt El Pimiento är lite bergig, och sluttar norrut. Runt El Pimiento är det ganska tätbefolkat, med 100 invånare per kvadratkilometer. Närmaste större samhälle är Martínez de la Torre, 19,8 km norr om El Pimiento. I omgivningarna runt El Pimiento växer i huvudsak städsegrön lövskog.